# Prix Bounine
Le prix Bounine (baptisé d'après le prix Nobel de littérature, Ivan Bounine) est un prix décerné tous les ans en Russie depuis 2005 pour récompenser des auteurs d'ouvrages de littérature, de poésie ou d'essais. Il est décerné par l'université moscovite des humanités, la Société des amateurs de littérature russe, l'Union nationale des universités non-gouvernementales, l'Institut national des Affaires et l'Institut d'art contemporain. Le président du conseil de soutien du prix Bounine est le recteur de l'université moscovite des humanités, le professeur Igor Ilinski. Le président du jury du concours est le musicologue Sviatoslav Belza. Les récipiendaires, en plus d'une somme d'argent, reçoivent une médaille à l'effigie de Bounine. Le prix est décerné le 22 octobre, jour anniversaire de la naissance de Bounine.

## Quelques lauréats
2008
- Youri Poliakov
- Sergueï Essine
- Efim Hammer
- Nikolaï Dobronravov
- Albert Likhanov
- Ludmila Petrouchevskaïa
- Alexandre Karassiov[1]

2009
- Alexandre Prokhanov
- Iouri Lochtchits
- Zakhar Prilépine
- Alexeï Pouchkov
- Boris Tarassov
- Vladimir Dessiaterik

2010
- Larissa Vassilieva
- Grigori Kroujkov
- Viatcheslav Kouprianov
- Mikhaïl Sinelnikov
- Evgueni Feldman
- Vladimir Kostrov
- Vitali Kostomarov

2011
- Valeri Ganitchev
- Daniil Granine
- Vladimir Loukov
- Boris Evseïev
- Vladimir Litchoutine

2012
- Vladimir Aleïnikov
- Maxime Ameline
- Maria Vatoutina
- Marina Koudimova
- Vassili Popov
- Nata Soutchkova
- Ioulia Mamotcheva
- Alexandre Kojedoub[2]

2013
- Andreï Volos
- Fazil Iskander
- Viktor Likhonosov
- Vera Galaktionova
- Dmitri Poliakov-Katine
- Maxime Ossipov

## Source
- (ru) Cet article est partiellement ou en totalité issu de l’article de Wikipédia en russe intitulé « Бунинская премия » (voir la liste des auteurs).